# Distretto di Pavlohrad
Il distretto di Pavlohrad (in ucraino Павлоградський район?) è un distretto nell'oblast' di Dnipropetrovs'k in Ucraina. Il suo centro amministrativo è la città di Pavlohrad. Ha una popolazione di 166 797 abitanti.

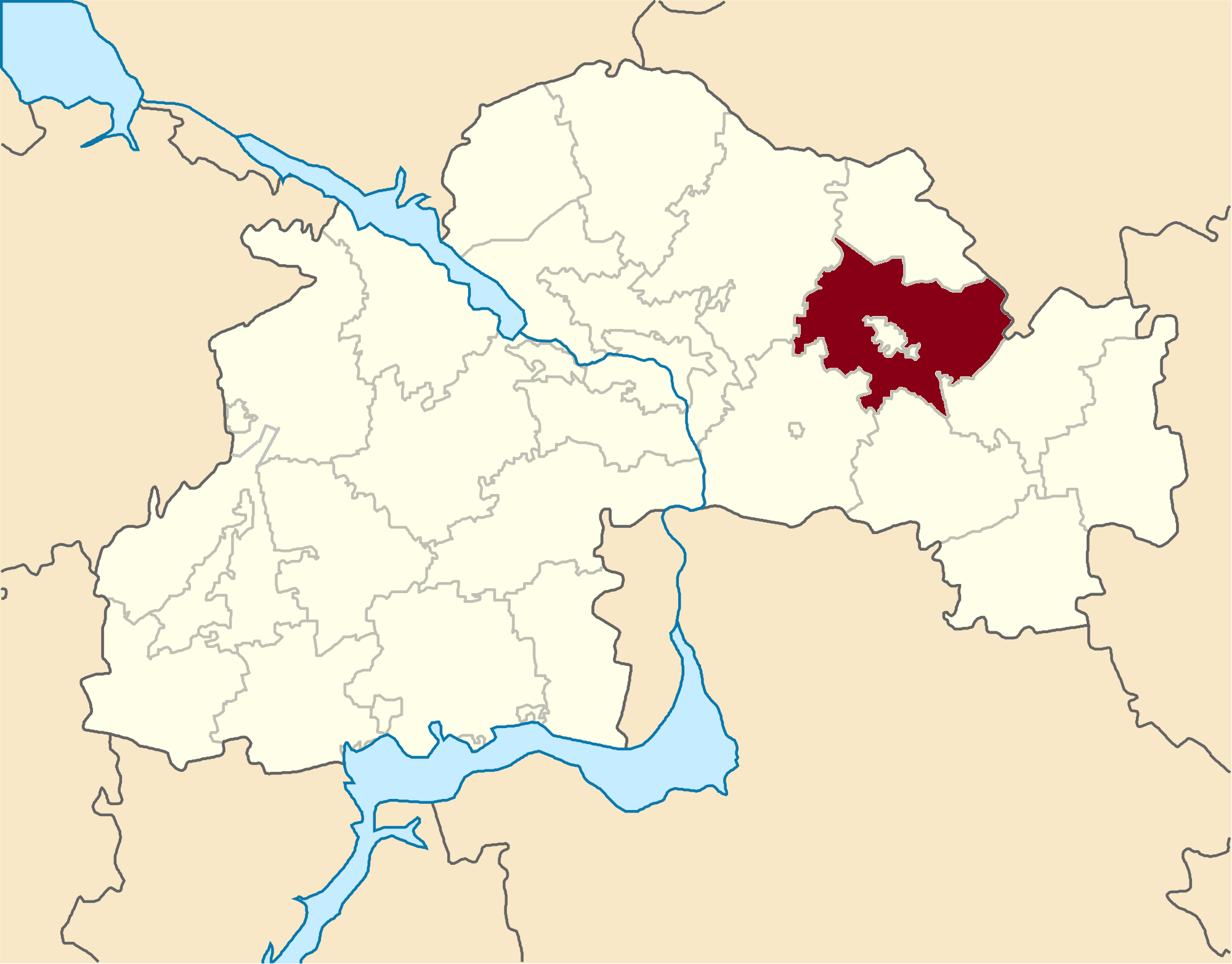
Territorio del distretto prima della riforma amministrativa del 2020

Il 18 luglio 2020, come parte della riforma amministrativa dell'Ucraina, il numero di distretti dell'oblast di Dnipropetrovs'k è stato ridotto a sette e l'area del distretto di Pavlohrad è stata notevolmente ampliata.